# Meixonfrío
Meixonfrío es una aldea española del municipio de Lousame, La Coruña, Galicia. Pertenece a la parroquia de Tállara. 
En 2021 tenía una población de 30 habitantes (13 hombres y 17 mujeres). Está situada en el suroeste del municipio a 41 metros sobre el nivel del mar y 5,6 kilómetros de la capital municipal. Las localidades más cercanas son Merelle, Vilar, y Abelendo.